# متمرکزسازی ایزوالکتریک
متمرکزسازی ایزوالکتریک (به انگلیسی: Isoelectric focusing) که بعنوان متمرکزسازی الکتریکی (به انگلیسی:Electrofocusing) نیز شناخته می‌شود، تکنیکی برای جداسازی ملکول‌ها بر اساس نقطه ایزوالکتریک می‌باشد. این روش نوعی الکتروفورز ناحیه ای می‌باشد که بر روی پروتئین‌های موجود در ژل صورت می‌گیرد. اساس این تکنیک بهره جستن از عملکرد بار کلی مولکولی به عنوان تابعی از PH محیط اطراف می‌باشد.

## روش
این تکنیک شامل افزودن محلول آمفولیت‌ها به ژل‌های دارای شیب PH تثبیت شده (به انگلیسی:immobilized pH gradient) می‌باشد. ژل دارای شیب PH تثبیت شده، ماتریکس ژل پلی آکریل امید پلیمریزه شده با شیب PH می‌باشد که منتج به ایجاد شیب‌های کاملاً پایدار به جز در PHهای با شدت قلیایی بالا(PH>12) می‌شود. شیب PH بوسیله تغییرات مداوم در میزان تثبیت شونده ایجاد می‌شود. تثبیت شونده نوعی اسید ضعیف یا باز ضعیف است که با میزان PK آن تعریف می‌شود.
پروتئین در PH کمتر از نقطه ایزوالکتریک خود دارای بار مثبت، در PH برابر با نقطه ایزوالکتریک خود بدون بار و در در PH بالاتر از نقطه ایزوالکتریک خود دارای بار منفی می‌باشد.

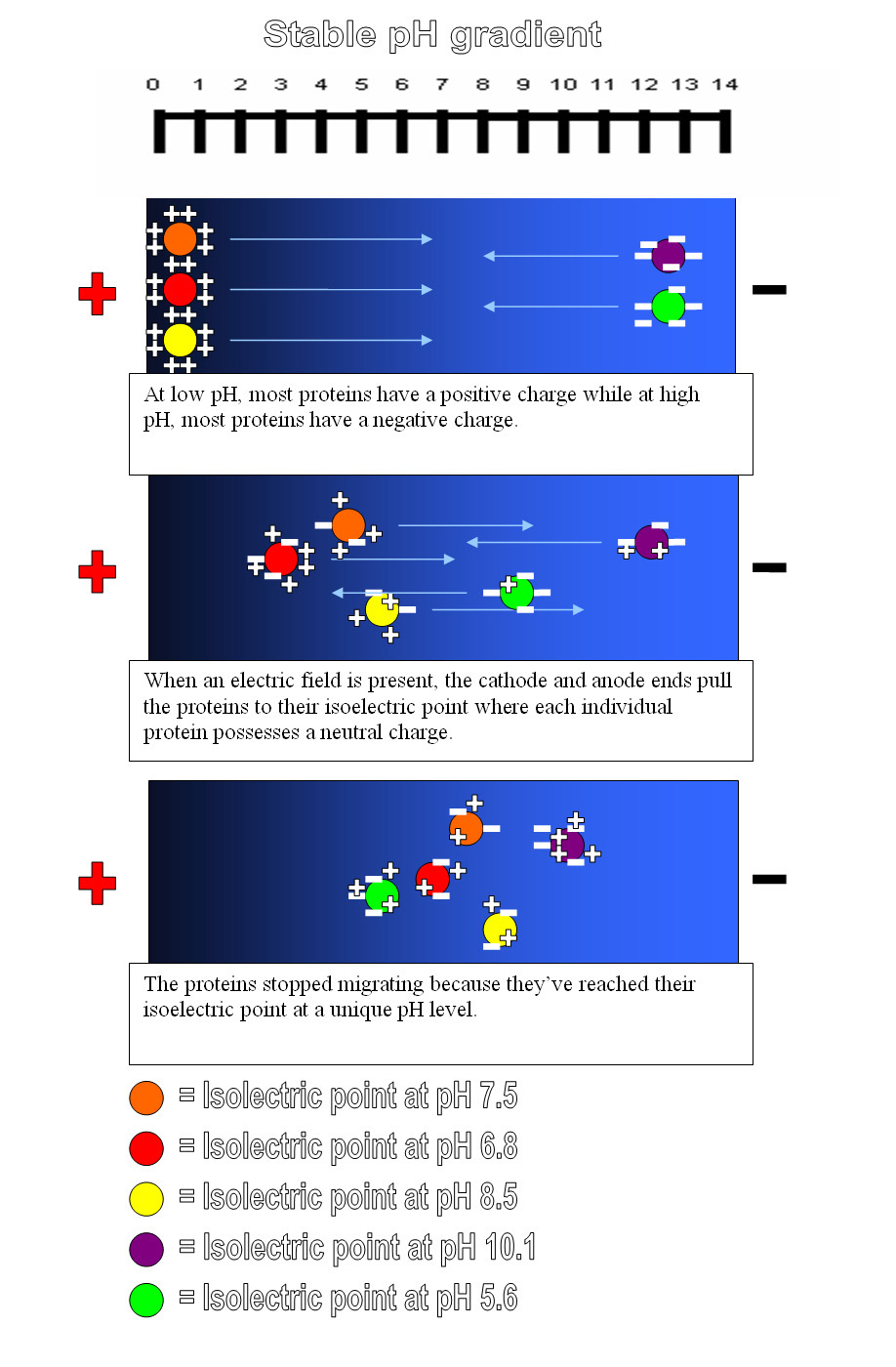
نمایشی از متمرکزسازی ایزوالکتریک

همان‌طور که گفته شد، پروتئینی که در PH کمتر از نقطه ایزوالکتریک خود می‌باشد دارای بار مثبت می‌باشد و از این رو به سمت کاتد (الکترود با بار منفی) حرکت خواهد نمود. هنگامی که پروتئین در یک شیب افزایشی PH مهاجرت می‌کند، بار کلی پروتئین کاهش خواهد یافت تا اینکه به یک ناحیه ای می‌رسد که در ان PH با نقطه ایزوالکتریک آن پروتئین برابر است. در این نقطه پروتئین به دلیل نداشتن بار در میدان الکتریکی متوقف خواهد شد (در واقع منطقه ایزوالکتریک هر پروتئین مانند اثر انگشت آن می‌باشد و هر پروتئین در ناحیه ای از PH که با نقطه ایزوالکتریک آن برابر است، متوقف خواهد شد و تشکیل باند خواهد داد)